# Stylogaster iviei
Stylogaster iviei är en tvåvingeart som beskrevs av Camras 1992. Stylogaster iviei ingår i släktet Stylogaster och familjen stekelflugor.
Artens utbredningsområde är Dominikanska republiken. Inga underarter finns listade i Catalogue of Life.